# Mark Pembridge
Mark Anthony Pembridge, couramment appelé Mark Pembridge, est un footballeur puis entraîneur gallois, né le 29 novembre 1970 à Merthyr Tydfil. Évoluant au poste de milieu de terrain, il a successivement porté les couleurs de Luton Town, Derby County, Sheffield Wednesday, Benfica Lisbonne, Everton et Fulham.

## Biographie

### Carrière en club
Natif de Merthyr Tydfil, il commence sa carrière en 1989 à Luton Town en First Division. Il y passe trois saisons avant d'être transféré à Derby County en 1992.
Il y passe trois saisons pleines en D2, se fixant à un poste de milieu gauche. Il est transféré à Sheffield Wednesday en 1995 pour 900.000 £, ce qui lui permet de rejouer au plus haut niveau du football anglais, en Premier League. À l'issue de la saison 1996-97, il est élu joueur de l'année du club par les supporteurs. Sa dernière saison à Wednesday est décevante avec le club terminant à la 16e place.
Il décide alors de rejoindre gratuitement le club portugais du Benfica Lisbonne pour la saison 1998-99, mais il n'arrive pas vraiment à s'imposer dans l'effectif du club lusitanien et est finalement de retour en Premier League dès la saison suivante, transféré à Everton pour 800 000 £.
Ses deux premières saisons avec les Toffees sont une grande réussite. Sa hargne sur le terrain fait même de lui l'un des chouchous des supporteurs du club. Malheureusement, sa troisième saison est marquée par une blessure au mollet qui le prive de terrain pendant longtemps, ne jouant que 13 matches dans la saison. 
La saison suivante, sa dernière à Everton, le voit de nouveau s'imposer en équipe première, même si des réminiscences de sa blessure continuent à le contrarier. Il aide à le club à accrocher une place en haut de tableau, ratant de peu une qualification en Coupe UEFA.
Alors qu'il s'apprête à repartir pour une cinquième saison avec Everton, il est finalement transféré juste avant la date limite à Fulham, en août 2003 pour 750 000 £. Sa première saison avec les Cottagers est de nouveau gâchée par une blessure, mais dès la saison suivante, il s'impose véritablement comme une pierre angulaire de l'effectif du club.
La saison 2005-06 le voit de nouveau confronté à une blessure qui lui fait manquer la presque totalité des matches (il ne peut en jouer que 5), alors que l'arrivée d'un nouvel entraîneur, Chris Coleman, le relègue en équipe réserve lors de la saison 2006-07. Quand, à la fin de cette saison, Chris Coleman est remplacé par Lawrie Sanchez, c'est l'occasion pour lui de faire le point sur la suite à donner à sa carrière. Pembridge arrive alors à la conclusion que son corps ne lui permet plus de jouer à haut niveau. Il est donc libéré de son contrat par Fulham et il annonce sa retraite dans la foulée. Il reste malgré tout dans l'entourage du club, et le  4 septembre 2007, il est nommé entraîneur des équipes de jeunes de Fulham.

## Carrière internationale
Il reçoit 54 sélections avec le Pays de Galles pour 6 buts marqués. Sa première sélection date de 1991 quand il portait le maillot de son premier club, Luton Town, et sa dernière de 2004 quand il jouait pour son dernier club, Fulham.
Son plus haut fait d'armes avec le Pays de Galles est d'avoir atteint les barrages des éliminatoires de l'Championnat d'Europe de football 2004, éliminé par la Russie.
Il décide de prendre sa retraite internationale en 2005 peu après la nomination du nouveau sélectionneur, John Toshack.

## Statistiques
| Carrière en club | Carrière en club    | Carrière en club | Championnat | Championnat | Coupe            | Coupe            | Coupe de la Ligue | Coupe de la Ligue | Europe  | Europe | Total   | Total |
| Saison           | Club                | Division         | Matches     | Buts        | Matches          | Buts             | Matches           | Buts              | Matches | Buts   | Matches | Buts  |
| Angleterre       | Angleterre          | Angleterre       | Division    | Division    | FA Cup           | FA Cup           | League Cup        | League Cup        | Europe  | Europe | Total   | Total |
| ---------------- | ------------------- | ---------------- | ----------- | ----------- | ---------------- | ---------------- | ----------------- | ----------------- | ------- | ------ | ------- | ----- |
| 1989–90          | Luton Town          | First Division   | 0           | 0           |                  |                  |                   |                   |         |        |         |       |
| 1990–91          | Luton Town          | First Division   | 18          | 1           |                  |                  |                   |                   |         |        |         |       |
| 1991–92          | Luton Town          | First Division   | 42          | 5           |                  |                  |                   |                   |         |        |         |       |
| 1992–93          | Derby County        | First Division   | 42          | 8           |                  |                  |                   |                   |         |        |         |       |
| 1993–94          | Derby County        | First Division   | 41          | 11          |                  |                  |                   |                   |         |        |         |       |
| 1994–95          | Derby County        | First Division   | 27          | 9           |                  |                  |                   |                   |         |        |         |       |
| 1995–96          | Sheffield Wednesday | Premier League   | 25          | 1           |                  |                  |                   |                   |         |        |         |       |
| 1996–97          | Sheffield Wednesday | Premier League   | 34          | 6           |                  |                  |                   |                   |         |        |         |       |
| 1997–98          | Sheffield Wednesday | Premier League   | 34          | 4           |                  |                  |                   |                   |         |        |         |       |
| Portugal         | Portugal            | Portugal         | Division    | Division    | Taça de Portugal | Taça de Portugal | Taça da Liga      | Taça da Liga      | Europe  | Europe | Total   | Total |
| 1998–99          | Benfica Lisbonne    | Primeira Liga    | 19          | 1           |                  |                  |                   |                   |         |        |         |       |
| Angleterre       | Angleterre          | Angleterre       | Division    | Division    | FA Cup           | FA Cup           | League Cup        | League Cup        | Europe  | Europe | Total   | Total |
| 1999-2000        | Everton             | Premier League   | 31          | 2           |                  |                  |                   |                   |         |        |         |       |
| 2000–01          | Everton             | Premier League   | 20          | 0           |                  |                  |                   |                   |         |        |         |       |
| 2001–02          | Everton             | Premier League   | 14          | 1           |                  |                  |                   |                   |         |        |         |       |
| 2002–03          | Everton             | Premier League   | 21          | 0           |                  |                  |                   |                   |         |        |         |       |
| 2003–04          | Everton             | Premier League   | 4           | 0           |                  |                  |                   |                   |         |        |         |       |
| 2003–04          | Fulham              | Premier League   | 12          | 1           |                  |                  |                   |                   |         |        |         |       |
| 2004–05          | Fulham              | Premier League   | 28          | 0           |                  |                  |                   |                   |         |        |         |       |
| 2005–06          | Fulham              | Premier League   | 5           | 0           |                  |                  |                   |                   |         |        |         |       |
| 2006–07          | Fulham              | Premier League   | 0           | 0           |                  |                  |                   |                   |         |        |         |       |
| Total            | Angleterre          | Angleterre       | 398         | 24          |                  |                  |                   |                   |         |        |         |       |
| Total            | Portugal            | Portugal         | 19          | 1           |                  |                  |                   |                   |         |        |         |       |
| Total carrière   | Total carrière      | Total carrière   | 417         | 25          |                  |                  |                   |                   |         |        |         |       |